# 馬の耳に念仏
『馬の耳に念仏』 (A Nod Is As Good As a Wink... to a Blind Horse) は、イギリスのロックバンド、フェイセズの1971年のアルバム。
フェイセズの代表作であり、アメリカではビルボードで6位、イギリスでは2位を記録した。最大のヒット曲「ステイ・ウィズ・ミー」が収録されている。
ジャケットのアートワークはロン・ウッドが手がけ、英米の初回盤には色々な写真や絵をコラージュした特大ポスターが特典として付属した。長いアルバムタイトルはリーダー、ロニー・レーンがつけた。後にロン・ウッドはこう語っている「ロニーは古い言葉とか、ことわざとか、やたらよく知ってるんだよ。」
ジャケットの写真は英国初回盤、英国セカンドプレス、米国盤と大きさが異なっており、タイトルロゴもそれぞれ異なっている。2010年に紙ジャケット盤でCDが再発された。

## 収録曲
サイド 1
1. ジュディズ・ファーム - "Miss Judy's Farm" (スチュワート、ウッド) - 3:42
2. ユアー・ソー・ルード - "You're So Rude" (レーン、マクレガン) - 3:46
3. ラヴ・リヴズ・ヒア - "Love Lives Here" (レーン、スチュワート、ウッド) - 3:09
4. ラスト・オーダー・プリーズ - "Last Orders Please" (レーン) - 2:38
5. ステイ・ウィズ・ミー - "Stay with Me" (スチュワート、ウッド) - 4:42

サイド 2
1. デブリ - "Debris" (レーン) - 4:39
2. メンフィス、テネシー - "Memphis, Tennessee" (チャック・ベリー) - 5:31
3. ひどいもんだよ - "Too Bad" (スチュワート、ウッド) - 3:16
4. ザッツ・オール・ユー・ニード - "That's All You Need" (スチュワート、ウッド) - 5:05

## パーソネル
- ロッド・スチュワート - リード・ボーカル、ハーモニカ
- ロニー・レーン - ベース、アコースティックギター、パーカッション、リード・ボーカル (2、4、6)、バック・ボーカル
- ロン・ウッド - ギター、ハーモニカ、バック・ボーカル
- イアン・マクレガン - ピアノ、オルガン、バック・ボーカル
- ケニー・ジョーンズ - ドラム、パーカッション
- ハリー・フォウラー - スティールパン (「That's All You Need」)
- グリン・ジョンズ - 共同プロデューサー、エンジニア

## 参照
1. ↑  ChartArchive - The Faces
2. 1 2  A Nod Is as Good as a Wink...to a Blind Horse - Faces : Awards : AllMusic
3. ↑  『オリコンチャート・ブックLP編（昭和45年‐平成1年）』（オリジナルコンフィデンス／1990年／ISBN 4-87131-025-6）p.254